# C-Jugend
Die C-Jugend (auch C-Junioren oder U15 genannt) ist die drittälteste Gruppe von Jugendsportlern, beispielsweise im Fußball oder Handball. In der Regel beträgt das Alter dieser Sportler 12 bis 14 Jahre. C-Junioren einer Spielzeit sind Spieler, die im Kalenderjahr, in dem das Spieljahr beginnt, das 13. oder das 14. Lebensjahr vollenden oder vollendet haben.
Die jüngeren Sportler gehören je nach ihrem Alter zur D-Jugend, E-Jugend, F-Jugend oder G-Jugend, die älteren zur B-Jugend oder A-Jugend.
Inzwischen wird, besonders bei Vereinen mit mehreren Mannschaften im Wettbewerb, statt der Buchstabenbezeichnungen oft der Begriff U für „Unter“ in Verbindung mit dem maximalen Alter der Sportler oder Sportlerinnen verwendet, beispielsweise U14 (jüngerer Jahrgang C-Jugend) und U15 (älterer Jahrgang).
Gemäß Spielordnung des Deutschen Fußball-Bundes dürfen Mädchen in der C-Jugend wie auch in der B-Jugend nur mit Zustimmung der Erziehungsberechtigten in Jungen-Mannschaften spielen. In der Schweiz ist dies auf allen Juniorenstufen ohne Einschränkung zulässig.
Die Spielzeit der C-Jugend im Fußball besteht aus zwei Halbzeiten zu je 35 Minuten.